# You’re My Sunshine
You're My Sunshine – czwarty singel Namie Amuro, wydany 5 czerwca 1996 roku przez wytwórnię Avex Trax. Przez dwanaście tygodni sprzedano 1 098 520 kopii. You're My Sunshine jest trzecim singlem Amuro, którego sprzedaż wyniosła ponad milion egzemplarzy. Singel był na #13 miejscu w rankingu Oricon na najlepiej sprzedające się płyty w 1996 w Japonii.

## Lista utworów
| 1. | You're My Sunshine (Straight Run)           | 5:39  |
|    |                                             |       |
| 2. | You're My Sunshine (Eddie Delena Dance Mix) | 6:27  |
|    |                                             |       |
| 3. | You're My Sunshine (TV Mix)                 | 5:36  |
|    |                                             |       |
|    |                                             | 17:42 |
|    |                                             |       |

## Wystąpienia na żywo
- 7 czerwca 1996 – Music Station
- 10 czerwca 1996 – Hey! Hey! Hey! Music Champ
- 15 czerwca 1996 – CDTV
- 12 lipca 1996 – Music Station
- 17 lipca 1996 – Avex Dance Net '96
- 4 października 1996 – Music Station Special
- 26 listopada 1996 – P-Stock
- 16 grudnia 1996 – Asia Live Dream '96
- 21 grudnia 1996 – PopJam X'mas Special
- 27 grudnia 1999 – SMAP x SMAP

## Oricon
| Diagram                                                    | Pozycja |
| ---------------------------------------------------------- | ------- |
| Dzienny diagram Oricon (w pierwszym dniu sprzedaży)        | #1      |
| Tygodniowy diagram Oricon (w pierwszym tygodniu sprzedaży) | #1      |
| Miesięczny diagram Oricon (w pierwszym miesiącu sprzedaży) | #3      |
| Roczny diagram Oricon                                      | #13     |